# Matteo Picasso
Pour les articles homonymes, voir Picasso (homonymie).
Matteo Antonio Picasso né le 9 mars 1794 à Recco et mort le 28 décembre 1879 à Gênes est un peintre italien.

## Biographie
Élève de Vincenzo Camuccini, Matteo Picasso fut surtout portraitiste. Il fit carrière en Angleterre, en Autriche et en France, il était lié à la famille Brignole-Galliera.

## Œuvres

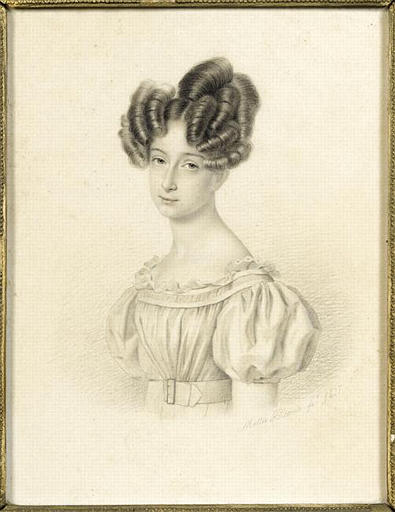
La Princesse Marie d'Orléans, future duchesse de Wurtemberg, à l'âge de quatorze ans, Chantilly, musée Condé.

- La Princesse Marie d'Orléans, future duchesse de Wurtemberg, à l'âge de quatorze ans, dessin, Chantilly, musée Condé.
- Portrait du roi de Sardaigne Charles Félix, Chantilly, musée Condé.
- Portrait de la reine Marie-Christine, Chantilly, musée Condé.
- Portrait de Maria de Brignole-Sale, duchesse de Galliera, Gênes, Palazzo Rosso.
- La Prédication de saint Jean-Baptiste, Recco, église paroissiale[1].